# Lista de canções gravadas por Big Bang

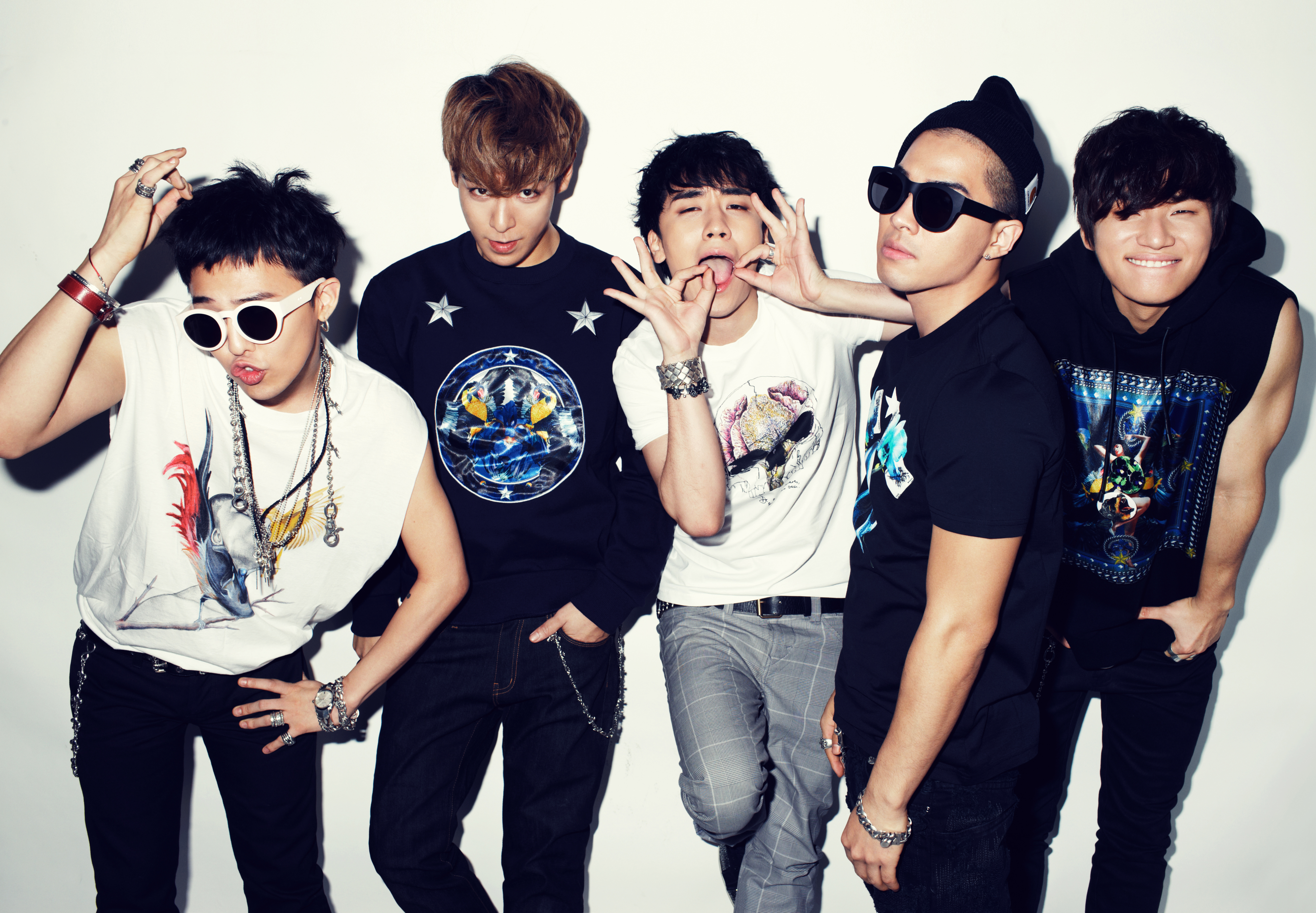
BIGBANG em seu primeiro photobook, 'Extraordinary 20's', em dezembro de 2011.

Este anexo lista as canções interpretadas, escritas e produzidas pelo Big Bang (estilizado como BIGBANG), um grupo sul-coreano formado em 2006 pela YG Entertainment, consistindo de material que foi gravado e lançado pelo grupo nos formatos físico e digital. Desde sua estreia, o quinteto é conhecido por envolver-se na composição e produção de seu próprio material. Sua discografia consiste em sete álbuns de estúdio, sete álbuns de compilação, dez álbuns ao vivo, oito extended plays (EPs) e trinta e cinco singles (incluindo oito promocionais).
A listagem conta ainda com as canções interpretadas, escritas e produzidas pelos membros individualmente e pelas subunidades formadas pelo grupo ao longo de seu período de atividade.

## Canções
| † | Denota canção lançada como single |

## A
| Canção                | Ano  | Compositor(es)             | Álbum                                    | Língua  |
| --------------------- | ---- | -------------------------- | ---------------------------------------- | ------- |
| "A Fool's Only Tears" | 2006 | G-Dragon, An Young Min     | Big Bang Vol.1-Since 2007 / First Single | Coreano |
| "A Good Man"          | 2008 | T.O.P                      | Stand Up                                 | Coreano |
| "Ain't No Fun"        | 2012 | G-Dragon, T.O.P            | Alive (EP)                               | Coreano |
| "Ain't No Fun"        | 2012 | G-Dragon, T.O.P            | Alive (álbum)                            | Japonês |
| "Always" †            | 2008 | Big Bang, Perry, Rina Moon | Number 1 / For the World                 | Inglês  |
| "Always" †            | 2007 | G-Dragon, Teddy            | Always                                   | Coreano |
| "Always" †            | 2009 | Rina Moon                  | Big Bang                                 | Japonês |

## B
| Canção                              | Ano  | Compositor(es)                         | Álbum                 | Língua  |
| ----------------------------------- | ---- | -------------------------------------- | --------------------- | ------- |
| "Bad Boy" †                         | 2012 | G-Dragon, T.O.P                        | Alive (EP)            | Coreano |
| "Bad Boy" †                         | 2012 | G-Dragon, T.O.P, Sunny Boy             | Alive (álbum)         | Japonês |
| "Bae Bae" †                         | 2015 | G-Dragon, Teddy, T.O.P                 | Made / M              | Coreano |
| "Bang Bang Bang" †                  | 2015 | Teddy, G-Dragon, T.O.P                 | Made / A              | Coreano |
| "Bang Bang Bang" †                  | 2016 | Teddy, G-Dragon, T.O.P, Verbal         | Made Series           | Japonês |
| "Beautiful Hangover" †              | 2011 | G-Dragon, Shikata, iNoZzi, Perry Borja | Big Bang 2            | Japonês |
| "Big Bang" †                        | 2006 | G-Dragon                               | Third Single          | Coreano |
| "Big Bang" †                        | 2008 | Perry, G-Dragon                        | For the World         | Inglês  |
| "Bingle Bingle" ("Round and Round") | 2012 | G-Dragon                               | Alive Monster Edition | Japonês |
| "Bingle Bingle" ("Round and Round") | 2012 | G-Dragon, T.O.P                        | Still Alive           | Coreano |
| "Blue" †                            | 2012 | G-Dragon, Teddy, T.O.P                 | Alive (EP)            | Coreano |
| "Blue" †                            | 2012 | G-Dragon, Teddy, T.O.P, Sunny Boy      | Alive (álbum)         | Japonês |
| "Bringing You Love"                 | 2009 | G-Dragon                               | Big Bang              | Japonês |

## C
| Canção                      | Ano  | Compositor(es)                                    | Álbum                  | Língua  |
| --------------------------- | ---- | ------------------------------------------------- | ---------------------- | ------- |
| "Cafe"                      | 2011 | G-Dragon, T.O.P                                   | Tonight                | Coreano |
| "Candle (Together Forever)" | 2008 | Perry, Big Bang                                   | For the World / With U | Inglês  |
| "Candle (Together Forever)" | 2008 | Perry, BIGBANG, Komu                              | Number 1               | Japonês |
| "Come Be My Lady"           | 2008 | Jimmy Thornfeldt, Martin Hanzen, Mohombi Moupondo | Number 1               | Inglês  |
| "Crazy Dog"                 | 2007 | G-Dragon                                          | Hot Issue              | Coreano |

## D
| Canção         | Ano  | Compositor(es) | Álbum                     | Língua  |
| -------------- | ---- | -------------- | ------------------------- | ------- |
| "Dirty Cash" † | 2006 | G-Dragon, 072  | Big Bang Vol.1-Since 2007 | Coreano |

## E
| Canção       | Ano  | Compositor(es)             | Álbum Original | Língua  |
| ------------ | ---- | -------------------------- | -------------- | ------- |
| "Ego"        | 2012 | G-Dragon, T.O.P            | Still Alive    | Coreano |
| "Ego"        | 2012 | G-Dragon, T.O.P, Sunny Boy | Alive (álbum)  | Japonês |
| "Emotion"    | 2009 | G-Dragon, Komu             | Big Bang       | Japonês |
| "Everything" | 2008 | Perry                      | Number 1       | Inglês  |

## F
| Canção                   | Ano  | Compositor(es)                 | Álbum                | Língua  |
| ------------------------ | ---- | ------------------------------ | -------------------- | ------- |
| "Fantastic Baby" †       | 2012 | G-Dragon, T.O.P, Teddy         | Alive (EP)           | Coreano |
| "Fantastic Baby" †       | 2012 | G-Dragon, T.O.P, Teddy, Verbal | Alive (álbum)        | Japonês |
| "Feeling"                | 2012 | G-Dragon, T.O.P                | Still Alive          | Coreano |
| "Feeling"                | 2012 | G-Dragon, T.O.P, Sunny Boy     | Alive (álbum)        | Japonês |
| "Flower Road" †          | 2018 | G-Dragon, T.O.P                | Lançamento sem álbum | Coreano |
| "Follow Me"              | 2009 | Steve I                        | Big Bang             | Japonês |
| "Fool" ("Mad About You") | 2007 | G-Dragon                       | Hot Issue            | Coreano |
| "Fool" ("Mad About You") | 2008 | G-Dragon, Rina Moon            | With U               | Japonês |
| "Foolish Love"           | 2008 | G-Dragon                       | Remember             | Coreano |
| "Forever With U"         | 2006 | G-Dragon, T.O.P                | Third Single         | Coreano |
| "Fxxk It" †              | 2016 | Teddy, G-Dragon, T.O.P         | Made                 | Coreano |

## G
| Canção            | Ano  | Compositor(es)                      | Álbum        | Língua  |
| ----------------- | ---- | ----------------------------------- | ------------ | ------- |
| "Gara Gara Go!" † | 2009 | Big-Ron / Shion / Ricci / YUG Japan | Big Bang     | Japonês |
| "Girlfriend"      | 2016 | Teddy, G-Dragon, T.O.P              | Made         | Coreano |
| "Good Bye Baby"   | 2006 | Taeyang, G-Dragon, T.O.P            | Third Single | Coreano |

## H
| Canção        | Ano  | Compositor(es)  | Álbum                    | Língua  |
| ------------- | ---- | --------------- | ------------------------ | ------- |
| "Hallelujah"  | 2009 | G-Dragon        | Iris Original Soundtrack | Coreano |
| "Hands Up"    | 2011 | G-Dragon, T.O.P | Big Bang 2               | Japonês |
| "Hands Up"    | 2011 | G-Dragon, T.O.P | Tonight                  | Coreano |
| "Haru Haru" † | 2008 | G-Dragon        | Stand Up                 | Coreano |
| "Haru Haru" † | 2008 | G-Dragon        | Number 1                 | Japonês |
| "Heaven"      | 2008 | G-Dragon        | Stand Up                 | Coreano |
| "How Gee" †   | 2008 | Big Bang, Perry | Number 1 / For the World | Inglês  |

## I
| Canção                      | Ano  | Compositor(es)              | Álbum                     | Língua  |
| --------------------------- | ---- | --------------------------- | ------------------------- | ------- |
| "I Don't Understand"        | 2007 | G-Dragon                    | Hot Issue                 | Coreano |
| "Intro (Alive)"             | 2012 | G-Dragon, Teddy, T.O.P      | Alive (EP)                | Coreano |
| "Intro (Alive)"             | 2012 | G-Dragon, Teddy, T.O.P      | Alive (álbum)             | Japonês |
| "Intro (Big Bang)"          | 2006 | G-Dragon                    | Big Bang Vol.1-Since 2007 | Coreano |
| "Intro (Everybody Scream)"  | 2008 | G-Dragon                    | Remember                  | Coreano |
| "Intro (Hot Issue)"         | 2007 | G-Dragon                    | Hot Issue                 | Coreano |
| "Intro (Put Your Hands Up)" | 2006 | G-Dragon                    | First Single              | Coreano |
| "Intro (Stand Up)"          | 2008 | G-Dragon                    | Stand Up                  | Coreano |
| "If You"†                   | 2015 | G-Dragon                    | Made / D                  | Coreano |
| "If You"†                   | 2016 | G-Dragon, Shoko Fujibayashi | Made Series               | Japonês |
| "Intro (Thank You & You)"   | 2011 | G-Dragon                    | Tonight                   | Coreano |
| "Intro (Thank You & You)"   | 2011 | G-Dragon                    | Big Bang 2                | Japonês |
| "Intro"                     | 2008 | G-Dragon                    | Number 1                  | Japonês |

## K
| Canção              | Ano  | Compositor(es)         | Álbum      | Língua  |
| ------------------- | ---- | ---------------------- | ---------- | ------- |
| "Koe wo Kikasete" † | 2011 | Yamamoto Narumi, Robin | Big Bang 2 | Japonês |

## L
| Canção                          | Ano  | Compositor(es)                    | Álbum                                     | Língua  |
| ------------------------------- | ---- | --------------------------------- | ----------------------------------------- | ------- |
| "La La La" †                    | 2008 | Perry, Big Bang                   | For the World                             | Inglês  |
| "La La La" †                    | 2006 | BIGBANG                           | Big Bang Vol.1-Since 2007 / Second Single | Coreano |
| "Lady"                          | 2008 | G-Dragon                          | Stand Up                                  | Coreano |
| "Last Dance" †                  | 2016 | G-Dragon, T.O.P, Taeyang          | Made                                      | Coreano |
| "Last Farewell" ("Baby Baby") † | 2007 | G-Dragon                          | Hot Issue                                 | Coreano |
| "Last Farewell" ("Baby Baby") † | 2008 | Perry, Emi K.Lynn                 | Number 1 / With U                         | Inglês  |
| "Last Farewell" ("Baby Baby") † | 2009 | Emi K.Lynn                        | Big Bang                                  | Japonês |
| "Let's Not Fall in Love" †      | 2015 | Teddy, G-Dragon                   | Made / E                                  | Coreano |
| "Lies" †                        | 2008 | Perry, G-Dragon                   | For the World                             | Inglês  |
| "Lies" †                        | 2007 | G-Dragon                          | Always                                    | Coreano |
| "Loser" †                       | 2015 | Teddy, T.O.P, G-Dragon            | Made / M                                  | Coreano |
| "Loser" †                       | 2016 | Teddy, G-Dragon, T.O.P, Sunny Boy | Made Series                               | Japonês |
| "Love Club"                     | 2009 | Rina Moon                         | Big Bang                                  | Japonês |
| "Lollipop" †                    | 2009 | Teddy                             | 2NE1                                      | Coreano |
| "Lollipop Pt. 2" †              | 2010 | Teddy, G-Dragon, T.O.P            | Lançamento sem álbum                      | Coreano |
| "Love Dust"                     | 2012 | G-Dragon, Teddy, T.O.P            | Alive (EP)                                | Coreano |
| "Love Dust"                     | 2012 | G-Dragon, Teddy, T.O.P            | Alive (álbum)                             | Japonês |
| "Love Song" †                   | 2011 | G-Dragon, T.O.P, Teddy            | Big Bang Special Edition / Big Bang 2     | Coreano |

## M
| Canção        | Ano  | Compositor(es)                    | Álbum                 | Língua  |
| ------------- | ---- | --------------------------------- | --------------------- | ------- |
| "Make Love"   | 2008 | Kush, Daniel Im, Steve-I          | Number 1              | Inglês  |
| "Monster" †   | 2012 | G-Dragon, T.O.P                   | Still Alive           | Coreano |
| "Monster" †   | 2012 | G-Dragon, T.O.P, Sunny Boy        | Alive Monster Edition | Japonês |
| "My Heaven" † | 2009 | G-Dragon, Fujibayashi Shoko, Komu | Big Bang              | Japonês |

## N
| Canção       | Ano  | Compositor(es)           | Álbum    | Língua |
| ------------ | ---- | ------------------------ | -------- | ------ |
| "Number 1" † | 2008 | Jimmy Thornfeldt, Martin | Number 1 | Inglês |

## O
| Canção         | Ano  | Compositor(es)    | Álbum      | Língua  |
| -------------- | ---- | ----------------- | ---------- | ------- |
| "Oh Ma Baby"   | 2007 | G-Dragon          | Always     | Coreano |
| "Oh My Friend" | 2008 | G-Dragon          | Stand Up   | Coreano |
| "Oh, Ah, Oh"   | 2008 | G-Dragon          | Remember   | Coreano |
| "Ora Yeah!"    | 2011 | Fujibayashi Shoko | Big Bang 2 | Japonês |

## R
| Canção     | Ano  | Compositor(es)                 | Álbum    | Língua  |
| ---------- | ---- | ------------------------------ | -------- | ------- |
| "Remember" | 2008 | Yang Hyun-suk                  | Remember | Coreano |
| "Remember" | 2008 | Yang Hyun-suk, G-Dragon, T.O.P | Number 1 | Inglês  |

## S
| Canção                                 | Ano  | Compositor(es)                       | Álbum                     | Língua  |
| -------------------------------------- | ---- | ------------------------------------ | ------------------------- | ------- |
| "Shake It" †                           | 2006 | G-Dragon                             | Big Bang Vol.1-Since 2007 | Coreano |
| "Shake It" †                           | 2008 | G-Dragon                             | With U                    | Inglês  |
| "She Can't Get Enough"                 | 2006 | G-Dragon, Kim Ina                    | Big Bang Vol.1-Since 2007 | Coreano |
| "Sober" †                              | 2015 | Teddy, G-Dragon, T.O.P               | Made / D                  | Coreano |
| "Somebody to Love" ("Somebody to Luv") | 2011 | G-Dragon, T.O.P                      | Tonight                   | Coreano |
| "Somebody to Love" ("Somebody to Luv") | 2011 | Perry, Kitayama Moss, G-Dragon       | Big Bang 2                | Japonês |
| "Stay"                                 | 2009 | Fujibayashi Shoko                    | Big Bang                  | Japonês |
| "Still Alive"                          | 2012 | G-Dragon, Teddy, T.O.P               | Still Alive               | Coreano |
| "Still Alive"                          | 2012 | G-Dragon, Teddy, T.O.P               | Alive Monster Edition     | Japonês |
| "Stupid Liar" ("Ms. Liar")             | 2011 | G-Dragon, T.O.P                      | Big Bang Special Edition  | Coreano |
| "Stupid Liar" ("Ms. Liar")             | 2011 | Perry, G-Dragon, PK, Shikata, iNoZzi | Big Bang 2                | Japonês |
| "Sunset Glow" †                        | 2008 | G-Dragon, Lee Young-hoon             | Remember                  | Coreano |
| "Stylish"                              | 2009 | G-Dragon                             | Gara Gara Go!!            | Japonês |

## T
| Canção              | Ano  | Compositor(es)                     | Álbum      | Língua  |
| ------------------- | ---- | ---------------------------------- | ---------- | ------- |
| "Tell Me Goodbye" † | 2011 | Fujibayashi Shouko, Perry, Taeyang | Big Bang 2 | Japonês |
| "Tonight" †         | 2011 | Perry, G-Dragon, e.knock, iNoZzi   | Big Bang 2 | Japonês |
| "Tonight" †         | 2011 | G-Dragon, T.O.P                    | Tonight    | Coreano |
| "Top of the World"  | 2009 | Shikata                            | Big Bang   | Japonês |
| "Twinkle Twinkle"   | 2008 | Kush                               | Remember   | Coreano |

## V
| Canção            | Ano  | Compositor(es) | Álbum         | Língua  |
| ----------------- | ---- | -------------- | ------------- | ------- |
| "V.I.P"           | 2008 | Big Bang       | For the World | Inglês  |
| "V.I.P"           | 2006 | Big Bang       | Second Single | Coreano |
| "Victory (Intro)" | 2006 | G-Dragon       | Third Single  | Coreano |

## W
| Canção                          | Ano  | Compositor(es)               | Álbum                    | Língua  |
| ------------------------------- | ---- | ---------------------------- | ------------------------ | ------- |
| "We are Big Bang (Intro)"       | 2007 | Big Bang                     | Always                   | Coreano |
| "We Belong Together" †          | 2006 | G-Dragon, T.O.P              | First Single             | Coreano |
| "We Like 2 Party" †             | 2015 | Teddy, Kush, G-Dragon, T.O.P | Made / A                 | Coreano |
| "What is Right"                 | 2011 | G-Dragon, T.O.P              | Tonight                  | Coreano |
| "With U" †                      | 2008 | G-Dragon, Perry              | Number 1 / With U        | Inglês  |
| "Wonderful"                     | 2008 | G-Dragon                     | Remember                 | Coreano |
| "Wrong Number" ("So Beautiful") | 2007 | Yang Hyun-suk                | Always                   | Coreano |
| "Wrong Number" ("So Beautiful") | 2008 | BIGBANG, Perry               | Number 1 / For the World | Inglês  |

## Canções solo
| † | Denota canção lançada como single |

### G-Dragon
| Canção                      | Ano  | Compositor(es)                             | Álbum                                      | Língua  |
| --------------------------- | ---- | ------------------------------------------ | ------------------------------------------ | ------- |
| "This Love" †               | 2006 | G-Dragon                                   | Big Bang Vol.1-Since 2007                  | Coreano |
| "But I Love U"              | 2007 | G-Dragon                                   | Hot Issue                                  | Coreano |
| "Only Look at Me, Part 2" † | 2008 | G-Dragon, Teddy                            | Lançamento sem álbum                       | Coreano |
| "A Boy" †                   | 2009 | G-Dragon                                   | Heartbreaker                               | Coreano |
| "Heartbreaker" †            | 2009 | G-Dragon                                   | Heartbreaker                               | Coreano |
| "Breathe" †                 | 2009 | G-Dragon                                   | Heartbreaker                               | Coreano |
| "Butterfly" †               | 2009 | G-Dragon                                   | Heartbreaker                               | Coreano |
| "Hello"                     | 2009 | G-Dragon                                   | Heartbreaker                               | Coreano |
| "Gossip Man"                | 2009 | G-Dragon                                   | Heartbreaker                               | Coreano |
| "Korean Dream"              | 2009 | G-Dragon                                   | Heartbreaker                               | Coreano |
| "The Leaders"               | 2009 | G-Dragon, Teddy, CL                        | Heartbreaker                               | Coreano |
| "She's Gone"                | 2009 | G-Dragon                                   | Heartbreaker                               | Coreano |
| "1 Year Station"            | 2009 | G-Dragon                                   | Heartbreaker                               | Coreano |
| "Obsession"                 | 2010 | G-Dragon                                   | GD&TOP                                     | Coreano |
| "What Do You Want?"         | 2010 | G-Dragon                                   | GD&TOP                                     | Coreano |
| "One of a Kind"             | 2012 | G-Dragon                                   | One of a Kind                              | Coreano |
| "Crayon" †                  | 2012 | G-Dragon, Teddy                            | One of a Kind                              | Coreano |
| "Without You"               | 2012 | G-Dragon                                   | One of a Kind                              | Coreano |
| "That XX" †                 | 2012 | G-Dragon, Teddy                            | One of a Kind                              | Coreano |
| "That XX" †                 | 2013 | G-Dragon, Verbal                           | Coup d'Etat + One of a Kind & Heartbreaker | Japonês |
| "Missing You"               | 2012 | G-Dragon, Teddy                            | One of a Kind                              | Coreano |
| "Today"                     | 2012 | G-Dragon                                   | One of a Kind                              | Coreano |
| "Light it Up"               | 2012 | G-Dragon, Tablo, Dok2                      | One of a Kind                              | Coreano |
| "Coup d'Etat" †             | 2013 | G-Dragon                                   | Coup d'Etat                                | Coreano |
| "Niliria"                   | 2013 | G-Dragon, Missy Elliott                    | Coup d'Etat                                | Coreano |
| "R.O.D"                     | 2013 | Teddy, G-Dragon, Choice37                  | Coup d'Etat                                | Coreano |
| "Black"                     | 2013 | Teddy, G-Dragon                            | Coup d'Etat                                | Coreano |
| "Who You?" †                | 2013 | G-Dragon                                   | Coup d'Etat                                | Coreano |
| "Shake the World"           | 2013 | G-Dragon                                   | Coup d'Etat                                | Coreano |
| "MichiGo" †                 | 2013 | G-Dragon                                   | Coup d'Etat                                | Coreano |
| "Crooked" †                 | 2013 | G-Dragon, Teddy                            | Coup d'Etat                                | Coreano |
| "Crooked" †                 | 2013 | G-Dragon, Teddy, Verbal                    | Coup d'Etat + One of a Kind & Heartbreaker | Japonês |
| "Niliria (G-Dragon ver.)"   | 2013 | G-Dragon, Teddy                            | Coup d'Etat                                | Coreano |
| "Runaway"                   | 2013 | G-Dragon                                   | Coup d'Etat                                | Coreano |
| "I Love It"                 | 2013 | G-Dragon                                   | Coup d'Etat                                | Coreano |
| "You Do (Outro)"            | 2013 | G-Dragon                                   | Coup d'Etat                                | Coreano |
| "Window"                    | 2013 | G-Dragon, Teddy                            | Coup d'Etat                                | Coreano |
| "Middle Fingers-Up"         | 2017 | G-Dragon                                   | Kwon Ji Yong                               | Coreano |
| "Bullshit"                  | 2017 | G-Dragon                                   | Kwon Ji Yong                               | Coreano |
| "Super Star"                | 2017 | G-Dragon, Teddy, Joe Rhee                  | Kwon Ji Yong                               | Coreano |
| "Untitled, 2014" †          | 2017 | G-Dragon                                   | Kwon Ji Yong                               | Coreano |
| "Divina Commedia"           | 2017 | G-Dragon, 8!, Brian Lee, Safe, Frank Dukes | Kwon Ji Yong                               | Coreano |

### T.O.P
| Canção                     | Ano  | Compositor(es) | Álbum                     | Língua  |
| -------------------------- | ---- | -------------- | ------------------------- | ------- |
| "Big Boy"                  | 2006 | T.O.P          | Big Bang Vol.1-Since 2007 | Coreano |
| "Act Like Nothing's Wrong" | 2007 | T.O.P          | Always                    | Coreano |
| "Oh Mom"                   | 2010 | T.O.P          | GD&TOP                    | Coreano |
| "Of All Days"              | 2010 | T.O.P          | GD&TOP                    | Coreano |
| "Turn it Up" †             | 2010 | T.O.P          | GD&TOP                    | Coreano |
| "Doom Dada" †              | 2013 | T.O.P          | Lançamento sem álbum      | Coreano |

### Taeyang
| Canção                  | Ano  | Compositor(es)                    | Álbum                            | Língua  |
| ----------------------- | ---- | --------------------------------- | -------------------------------- | ------- |
| "My Girl"               | 2006 | G-Dragon                          | Big Bang Vol.1-Since 2007        | Coreano |
| "Intro - Hot"           | 2008 | G-Dragon                          | Hot                              | Coreano |
| "Prayer" †              | 2008 | Teddy                             | Hot                              | Coreano |
| "Only Look at Me" †     | 2008 | Teddy                             | Hot                              | Coreano |
| "Sinner"                | 2008 | Yang Hyun-suk                     | Hot                              | Coreano |
| "Baby I'm Sorry"        | 2008 | G-Dragon                          | Hot                              | Coreano |
| "Make Love"             | 2008 | Kush                              | Hot                              | Coreano |
| "Solar (Intro)"         | 2010 | Choice37                          | Solar                            | Coreano |
| "Superstar"             | 2010 | Teddy                             | Solar                            | Coreano |
| "I Need a Girl" †       | 2010 | Jeon Goon, Choi Gap-Won, G-Dragon | Solar / Big Bang Special Edition | Coreano |
| "Just a Feeling"        | 2010 | Teddy                             | Solar                            | Coreano |
| "You're My"             | 2010 | Jeon Goon, Choi Gap-Won           | Solar                            | Coreano |
| "Move"                  | 2010 | Kush                              | Solar                            | Coreano |
| "Break Down"            | 2010 | Teddy                             | Solar                            | Coreano |
| "After You Fall Asleep" | 2010 | G-Dragon, Swings                  | Solar                            | Coreano |
| "Where U At" †          | 2010 | Teddy                             | Solar                            | Coreano |
| "Take it Slow"          | 2010 | Taeyang                           | Solar                            | Coreano |
| "Wedding Dress" †       | 2010 | Teddy                             | Solar                            | Coreano |
| "Wedding Dress" †       | 2010 | Teddy                             | Solar International Edition      | Inglês  |
| "I'll Be There" †       | 2010 | Perry                             | Solar International Edition      | Coreano |
| "I'll Be There" †       | 2010 | Perry                             | Solar International Edition      | Inglês  |
| "Connection"            | 2010 | Big Tone                          | Solar International Edition      | Inglês  |
| "Intro (Rise)"          | 2014 | Taeyang, Tablo, Choice37          | Rise                             | Coreano |
| "Eyes, Nose, Lips" †    | 2014 | Taeyang, Teddy                    | Rise                             | Coreano |
| "Eyes, Nose, Lips" †    | 2014 | Taeyang, Teddy, Emyli             | Rise [+ Solar & Hot]             | Japonês |
| "1AM" †                 | 2014 | Teddy                             | Rise                             | Coreano |
| "1AM" †                 | 2014 | Teddy, Sunny Boy                  | Rise [+ Solar & Hot]             | Japonês |
| "Stay with Me"          | 2014 | G-Dragon                          | Rise                             | Coreano |
| "Body"                  | 2014 | Taeyang, Teddy                    | Rise                             | Coreano |
| "Ringa Linga" †         | 2013 | G-Dragon, Tokki                   | Rise                             | Coreano |
| "Ringa Linga" †         | 2014 | G-Dragon, Tokki, Sunny Boy        | Rise [+ Solar & Hot]             | Japonês |
| This Ain't It"          | 2014 | Airplay, Jo Sung Hwak             | Rise                             | Coreano |
| "Let Go"                | 2014 | Tablo                             | Rise                             | Coreano |
| "Love You to Death"     | 2014 | Tablo, Britt Burton               | Rise                             | Coreano |
| "White Night"           | 2017 | Taeyang, Joe Rhee                 | White Night                      | Coreano |
| "Wake Me Up" †          | 2017 | Kush, Joe Rhee                    | White Night                      | Coreano |
| "Darling" †             | 2017 | Teddy                             | White Night                      | Coreano |
| "Ride"                  | 2017 | Taeyang, Joe Rhee, 24             | White Night                      | Coreano |
| "Amazin'"               | 2017 | Taeyang, Joe Rhee, 24             | White Night                      | Coreano |
| "Empty Road"            | 2017 | Kush, Taeyang, Joe Rhee           | White Night                      | Coreano |
| "Naked"                 | 2017 | Joe Rhee                          | White Night                      | Coreano |
| "Tonight"               | 2017 | Kush, Taeyang, Zico               | White Night                      | Coreano |

### Daesung
| Canção                             | Ano  | Compositor(es)                               | Álbum                     | Língua  |
| ---------------------------------- | ---- | -------------------------------------------- | ------------------------- | ------- |
| "Try Smiling"                      | 2006 | An Young Min                                 | Big Bang Vol.1-Since 2007 | Coreano |
| "Try Smiling"                      | 2014 | Young Min Ahn                                | D'slove                   | Japonês |
| "Look at me, Gwisun" †             | 2008 | G-Dragon                                     | Lançamento sem álbum      | Coreano |
| "Look at me, Gwisun" †             | 2014 | G-Dragon, Kenichi Maeyamada                  | D'slove                   | Japonês |
| "A Big Hit!" †                     | 2008 | G-Dragon                                     | Lançamento sem álbum      | Coreano |
| "Baby Don't Cry"                   | 2011 | e.knock                                      | Big Bang Special Edition  | Coreano |
| "Baby Don't Cry"                   | 2013 | Shoko Fujibayashi                            | D'scover                  | Japonês |
| "Wings" †                          | 2012 | G-Dragon, Daesung                            | Alive (EP)                | Coreano |
| "Wings" †                          | 2013 | RJ Project                                   | D'scover                  | Japonês |
| "Sunny Hill"                       | 2013 | Do As Infinity                               | D'scover                  | Japonês |
| "Love"                             | 2013 | Hata Motohiro                                | D'scover                  | Japonês |
| "Singer’s Ballad" †                | 2013 | Saito Kazuyoshi                              | D'scover                  | Japonês |
| "Powerful Boy"                     | 2013 | Ōhashi Takuya, Tokida Shintaro               | D'scover                  | Japonês |
| "Hello"                            | 2013 | Ayaka                                        | D'scover                  | Japonês |
| "Joyful"                           | 2013 | Mizuno Yoshiki                               | D'scover                  | Japonês |
| "Like Overflowing with Kindness"   | 2013 | Ogura Shinko, Kameda Seiji                   | D'scover                  | Japonês |
| "Missing You Now"                  | 2013 | Misia                                        | D'scover                  | Japonês |
| "The Flower Bud Of My Dream"       | 2013 | Fujimaki Ryota                               | D'scover                  | Japonês |
| "Tonight is Boogie Back"           | 2013 | K.Ozawa, M.Koshima, S.Matsumoto, Y.Matsumoto | D'scover                  | Japonês |
| "Rainy Rainy"                      | 2014 | Daesung, Amon Hayashi                        | D'slove                   | Japonês |
| "Feelings Deepended"               | 2014 | Daesung, Sung Hwak Cho, Shoko Fujibayashi    | D'slove                   | Japonês |
| "Shut Up"                          | 2014 | G-Dragon, Kenn Kato                          | D'slove                   | Japonês |
| "Two People? Alone"                | 2014 | Daesung, Kenn Kato                           | D'slove                   | Japonês |
| "Dress"                            | 2014 | Daesung, Amon Hayashi                        | D'slove                   | Japonês |
| "Awake, Alseep"                    | 2014 | Daesung, Kenn Kato                           | D'slove                   | Japonês |
| "Even When the World Ends"         | 2014 | Daesung, RJ Project                          | D'slove                   | Japonês |
| "I Love You" †                     | 2014 | Yutaka Ozaki                                 | D'slove                   | Japonês |
| "Old Diary"                        | 2014 | Yasui Kazumi                                 | Delight                   | Japonês |
| "Just Can’t Stop It"               | 2014 | Yū Aku                                       | Delight                   | Japonês |
| "D-Day" †                          | 2017 | Hata Motohiro                                | D-Day                     | Japonês |
| "Intro (To You)"                   | 2017 | Sung Hwak Cho, Kenn Kato                     | D-Day                     | Japonês |
| "Venus"                            | 2017 | Mizuno Yoshiki                               | D-Day                     | Japonês |
| "The Sign"                         | 2017 | Ayaka                                        | D-Day                     | Japonês |
| "Spring Breeze Melody"             | 2017 | Deasung, Kameda Seiji, Kota76                | D-Day                     | Japonês |
| "Close Future"                     | 2017 | Kameda Seiji                                 | D-Day                     | Japonês |
| "Anymore"                          | 2017 | Sung Hwak Cho, Yeon Jae Min                  | D-Day                     | Japonês |
| "Stay By My Side"                  | 2017 | Kush, Daesung                                | Delight 2                 | Japonês |
| "Dear Friends"                     | 2017 | Jill                                         | Delight 2                 | Japonês |
| "A•Ze•Cho!" †                      | 2017 | Yoshiki Mizuno                               | Delight 2                 | Japonês |
| "No, It's Not Like That"           | 2017 | Kanata Asamizu                               | Delight 2                 | Japonês |
| "The Direction of My Smiling Face" | 2017 | Miwa Yoshida                                 | Delight 2                 | Japonês |
| "Until the Day We Meet Again"      | 2017 | Ozaki Kiyohiko                               | Delight 2                 | Japonês |
| "It Hurts"                         | 2017 | e.knock, Sunwoo Jungah                       | Delight 2                 | Coreano |

### Seungri
| Canção                                 | Ano  | Compositor(es)                   | Álbum                              | Língua  |
| -------------------------------------- | ---- | -------------------------------- | ---------------------------------- | ------- |
| "Next Day"                             | 2006 | Sim Jae Hee                      | Big Bang Vol.1-Since 2007          | Coreano |
| "Strong Baby" †                        | 2008 | G-Dragon                         | Remember                           | Coreano |
| "Strong Baby" †                        | 2013 | G-Dragon, Jinyeol Bae, Sunny Boy | Let's Talk About Love (álbum)      | Japonês |
| "VVIP" †                               | 2011 | Seungri, Choi Pil-kang           | V.V.I.P                            | Coreano |
| "What Can I Do" †                      | 2011 | Seungri, G-Dragon                | V.V.I.P / Big Bang Special Edition | Coreano |
| "Open The Window"                      | 2011 | G-Dragon                         | V.V.I.P                            | Coreano |
| "Magic"                                | 2011 | Seungri                          | V.V.I.P                            | Coreano |
| "Magic"                                | 2013 | Seungri, RJ Project              | Let's Talk About Love (álbum)      | Japonês |
| "I Know"                               | 2011 | Seungri                          | V.V.I.P                            | Coreano |
| "I Know"                               | 2013 | Seungri, Shoko Fujibayashi       | Let's Talk About Love (álbum)      | Japonês |
| "White Love"                           | 2011 | Seungri                          | V.V.I.P                            | Coreano |
| "White Love"                           | 2013 | Seungri, Yamamoto Chengmei       | Let's Talk About Love (álbum)      | Japonês |
| "Outro (In My World)"                  | 2011 | Seungri                          | V.V.I.P                            | Coreano |
| "Let's Talk About Love" †              | 2013 | Seungri, G-Dragon, Taeyang       | Let's Talk About Love (EP)         | Coreano |
| "Intro (Let's Talk About Love)"        | 2013 | Seungri, Sunny Boy               | Let's Talk About Love (álbum)      | Japonês |
| "Gotta Talk To U" †                    | 2013 | Seungri                          | Let's Talk About Love (EP)         | Coreano |
| "Gotta Talk To U" †                    | 2013 | Seungri, Yamamoto Chengmei       | Let's Talk About Love (álbum)      | Japonês |
| "GG Be"                                | 2013 | Seungri                          | Let's Talk About Love (EP)         | Coreano |
| "GG Be"                                | 2013 | Seungri, Sunny Boy               | Let's Talk About Love (álbum)      | Japonês |
| "Come To My"                           | 2013 | Seungri                          | Let's Talk About Love (EP)         | Coreano |
| "Come To My"                           | 2013 | Seungri, Yamamoto Chengmei       | Let's Talk About Love (álbum)      | Japonês |
| "You Hoooo"                            | 2013 | Seungri                          | Let's Talk About Love (EP)         | Coreano |
| "You Hoooo"                            | 2013 | Seungri, Sunny Boy               | Let's Talk About Love (álbum)      | Japonês |
| "Love Box"                             | 2013 | Seungri                          | Let's Talk About Love (EP)         | Coreano |
| "Love Box"                             | 2013 | Seungri, RJ Project              | Let's Talk About Love (álbum)      | Japonês |
| "The Feelings Painted In The Sky"      | 2013 | Seungri, Yamamoto Chengmei       | Let's Talk About Love (álbum)      | Japonês |
| "Hal Mal Isseoyo" (Hard remix Version) | 2013 | Seungri                          | Let's Talk About Love (álbum)      | Coreano |
| "1, 2, 3!" †                           | 2018 | Seungri, Teddy                   | The Great Seungri                  | Coreano |
| "Where R U From" †                     | 2018 | Seungri, Mino                    | The Great Seungri                  | Coreano |
| "Love is You"                          | 2018 | Seungri, Luna Tune               | The Great Seungri                  | Coreano |
| "Mollado"                              | 2018 | Seungri, B.I                     | The Great Seungri                  | Coreano |
| "Sweet Lie"                            | 2018 | Seungri                          | The Great Seungri                  | Coreano |
| "Be Friend"                            | 2018 | Seungri                          | The Great Seungri                  | Coreano |
| "Hotline"                              | 2018 | Seungri                          | The Great Seungri                  | Coreano |
| "Alone"                                | 2018 | Seungri                          | The Great Seungri                  | Coreano |
| "Good Luck To You"                     | 2018 | Seungri                          | The Great Seungri                  | Coreano |

## Canções de subunidades
| Canção              | Subunidade   | Ano  | Compositor(es)         | Álbum                | Língua  |
| ------------------- | ------------ | ---- | ---------------------- | -------------------- | ------- |
| "Intro"             | GD&TOP       | 2010 | G-Dragon, T.O.P        | GD&TOP               | Coreano |
| "High High" †       | GD&TOP       | 2010 | G-Dragon, T.O.P, Teddy | GD&TOP               | Coreano |
| "Oh Yeah" †         | GD&TOP       | 2010 | G-Dragon, T.O.P, Teddy | GD&TOP               | Coreano |
| "Don't Go Home" †   | GD&TOP       | 2010 | G-Dragon               | GD&TOP               | Coreano |
| "Baby Good Night" † | GD&TOP       | 2010 | G-Dragon, T.O.P        | GD&TOP               | Coreano |
| "Knock Out" †       | GD&TOP       | 2010 | G-Dragon, T.O.P        | GD&TOP               | Coreano |
| "Good Boy" †        | GD X Taeyang | 2014 | G-Dragon               | Lançamento sem álbum | Coreano |
| "Zutter" †          | GD&TOP       | 2015 | G-Dragon, Teddy, T.O.P | Made / E             | Coreano |